# 羟吲哚
羟吲哚（oxindole），又称为“吲哚酮”，是一种含氮的芳香杂环有机化合物，具有双环结构，它由一个苯环并上一个五元氮杂环。它可以看作吲哚啉（indoline）（即2,3-二氢吲哚）在2位上被氧代。
实际上，“羟吲哚”的原意是吲哚环的2位上被羟基取代，但是由于烯醇结构的互变异构，右图给出的酮式构象才是优势构象。